# Elwyn Berlekamp
Elwyn Ralph Berlekamp (Dover (Ohio), 6 de setembro de 1940 – 9 de abril de 2019) foi um matemático estadunidense.

## Publicações selecionadas
- Block coding with noiseless feedback.  Thesis, Massachusetts Institute of Technology, Dept. of Electrical Engineering, 1964.
- Algebraic Coding Theory, New York: McGraw-Hill, 1968.  Revised ed., Aegean Park Press, 1984, ISBN 0-89412-063-8.
- (com John Horton Conway e Richard K. Guy)  Winning Ways for your Mathematical Plays.
  - 1st edition, New York: Academic Press, 2 vols., 1982;[2] vol. 1, hardback: ISBN 0-12-091150-7, paperback: ISBN 0-12-091101-9; vol. 2, hardback: ISBN 0-12-091152-3, paperback: ISBN 0-12-091102-7.
  - 2nd edition, Wellesley, Massachusetts: A. K. Peters Ltd., 4 vols., 2001–2004; vol. 1: ISBN 1-56881-130-6; vol. 2: ISBN 1-56881-142-X; vol. 3: ISBN 1-56881-143-8; vol. 4: ISBN 1-56881-144-6.
- (com David Wolfe) Mathematical Go. Wellesley, Massachusetts: A. K. Peters Ltd., 1994.  ISBN 1-56881-032-6.
- The Dots-and-Boxes Game.  Natick, Massachusetts: A. K. Peters Ltd., 2000.  ISBN 1-56881-129-2.